# بيكي كيم
بيكي كيم (بالإنجليزية: Becky Kim) هي سباحة متزامنة أمريكية، ولدت في 28 فبراير 1985 في ريدوود في الولايات المتحدة.

## وصلات خارجية
- بيكي كيم على موقع الاتحاد الدولي للسباحة (الإنجليزية)
- بيكي كيم على موقع أوليمبيديا (الإنجليزية)